# Les Stances à Sophie
Les Stances à Sophie è un film del 1971 diretto da Moshé Mizrahi.

## Trama
Céline, giovane donna libera e sessualmente disinibita, incontra Philippe Aignan, un ricco uomo d'affari e, contro ogni previsione, se ne innamora e si impegna a diventare sua moglie rinnegando lo stile di vita beatnik. Però la vita borghese la annoia molto rapidamente, e quindi intraprende una relazione con Julia, moglie di uno dei colleghi del marito. Le due amiche hanno in programma di scrivere insieme un libro sui costumi sessuali quando Julia muore in un incidente d'auto stupidamente causato dal marito. Ciò provoca la rottura tra Céline e Philippe, e da un ambiente che non sarà mai il suo.